# Lindsey Graham
Lindsey Olin Graham (1955. július 9. –) amerikai politikus, Dél-Karolina szenátora 2003 óta. A Republikánus Párt tagja.
Centralban született, és Dél-Karolina Jogi Egyetemén szerezte doktorátusát 1981-ben. Az Egyesült Államok légierejében szolgált 1982-től 1988-ig védőügyvédként. A légierő európai főügyésze volt Nyugat-Németországban. Bronze Star érmet kapott szolgálataiért 2014-ben. 
1993 és 1995 között Dél-Karolina Képviselőházának tagja volt, majd 1995 és 2003 között az Egyesült Államok Képviselőházának tagja volt Dél-Karolina harmadik választókerületéből. 2003 óta szolgál, mint az állam szenátora az Egyesült Államok Szenátusában, 2020-ban nyerte el negyedik ciklusát, amely 2026-ig fut. Ismert volt kétpárti politikája miatt, több reformon dolgozott együtt a Demokrata Párttal. Kritizálta a Tea Party mozgalmat.
Indult a 2016-os amerikai elnökválasztáson, de visszalépett még az előválasztás előtt. Kritizálta Donald Trumpot és gyakran kijelentette, hogy nem támogatja a jelöltet. Egy 2017 márciusi találkozásuk után Graham fontos támogatója lett az elnöknek, gyakran megvédte. Mindkét pártot meglepte a fordulat a véleményében.

## Választási eredmények
| Párt | Jelölt         | %      |
| ---- | -------------- | ------ |
|      | Lindsey Graham | 52.08% |
|      | Bob Cantrell   | 32.87% |
|      | Ed Allgood     | 15.06% |

| Párt | Jelölt             | %      |
| ---- | ------------------ | ------ |
|      | Lindsey Graham     | 60.06% |
|      | James E. Bryan Jr. | 39.94% |
| FÜG  | Egyéb jelöltek     | 0.01%  |

| Párt | Jelölt                      | %      |
| ---- | --------------------------- | ------ |
|      | Lindsey Graham (hivatalban) | 60.29% |
|      | Debbie Dorn Pracht          | 38.74% |
| NLP  | Lindal Pennington           | 0.97%  |

| Párt | Jelölt                      | %      |
| ---- | --------------------------- | ------ |
|      | Lindsey Graham (hivatalban) | 99.69% |
| FÜG  | Egyéb jelöltek              | 0.31%  |

| Párt | Jelölt                      | %      |
| ---- | --------------------------- | ------ |
|      | Lindsey Graham (hivatalban) | 67.76% |
|      | George Brightharp           | 30.31% |
|      | Adrian Banks                | 1.41%  |
| NLP  | LeRoy J. Klein              | 0.51%  |
| FÜG  | Egyéb jelöltek              | 0.02%  |

| Párt | Jelölt         | %      |
| ---- | -------------- | ------ |
|      | Lindsey Graham | 54.40% |
|      | Alex Sanders   | 44.19% |
|      | Ted Adams      | 0.75%  |
|      | Victor Kocher  | 0.61%  |
| FÜG  | Egyéb jelöltek | 0.06%  |

| Párt | Jelölt                      | %      |
| ---- | --------------------------- | ------ |
|      | Lindsey Graham (hivatalban) | 57.53% |
|      | Bob Conley                  | 42.25% |
| FÜG  | Egyéb jelöltek              | 0.23%  |

| Párt | Jelölt                      | %      |
| ---- | --------------------------- | ------ |
|      | Lindsey Graham (hivatalban) | 54.27% |
|      | C. Bradley Hutto            | 38.78% |
| PET  | Thomas Ravenel              | 3.84%  |
|      | Victor Kocher               | 2.73%  |
| FÜG  | Egyéb jelöltek              | 0.39%  |

| Párt | Jelölt                   | %      |
| ---- | ------------------------ | ------ |
|      | Donald J. Trump (jelölt) | 44.96% |
|      | Ted Cruz                 | 25.06% |
|      | John Kasich              | 13.76% |
|      | Marco Rubio              | 11.28% |
|      | Ben Carson               | 2.75%  |
|      | Jeb Bush                 | 0.92%  |
|      | Rand Paul                | 0.21%  |
|      | Chris Christie           | 0.19%  |
|      | Mike Huckabee            | 0.17%  |
|      | Carly Fiorina            | 0.13%  |
|      | Jim Gilmore              | 0.06%  |
|      | Rick Santorum            | 0.05%  |
|      | Lindsey Graham           | 0.02%  |
|      | Egyéb jelöltek           | 0.44%  |

| Párt | Jelölt                      | %      |
| ---- | --------------------------- | ------ |
|      | Lindsey Graham (hivatalban) | 54.44% |
|      | Jaime Harrison              | 44.17% |
|      | Bill Bledsoe                | 1.31%  |
| FÜG  | Egyéb jelöltek              | 0.09%  |